# Fortunat von Oertzen

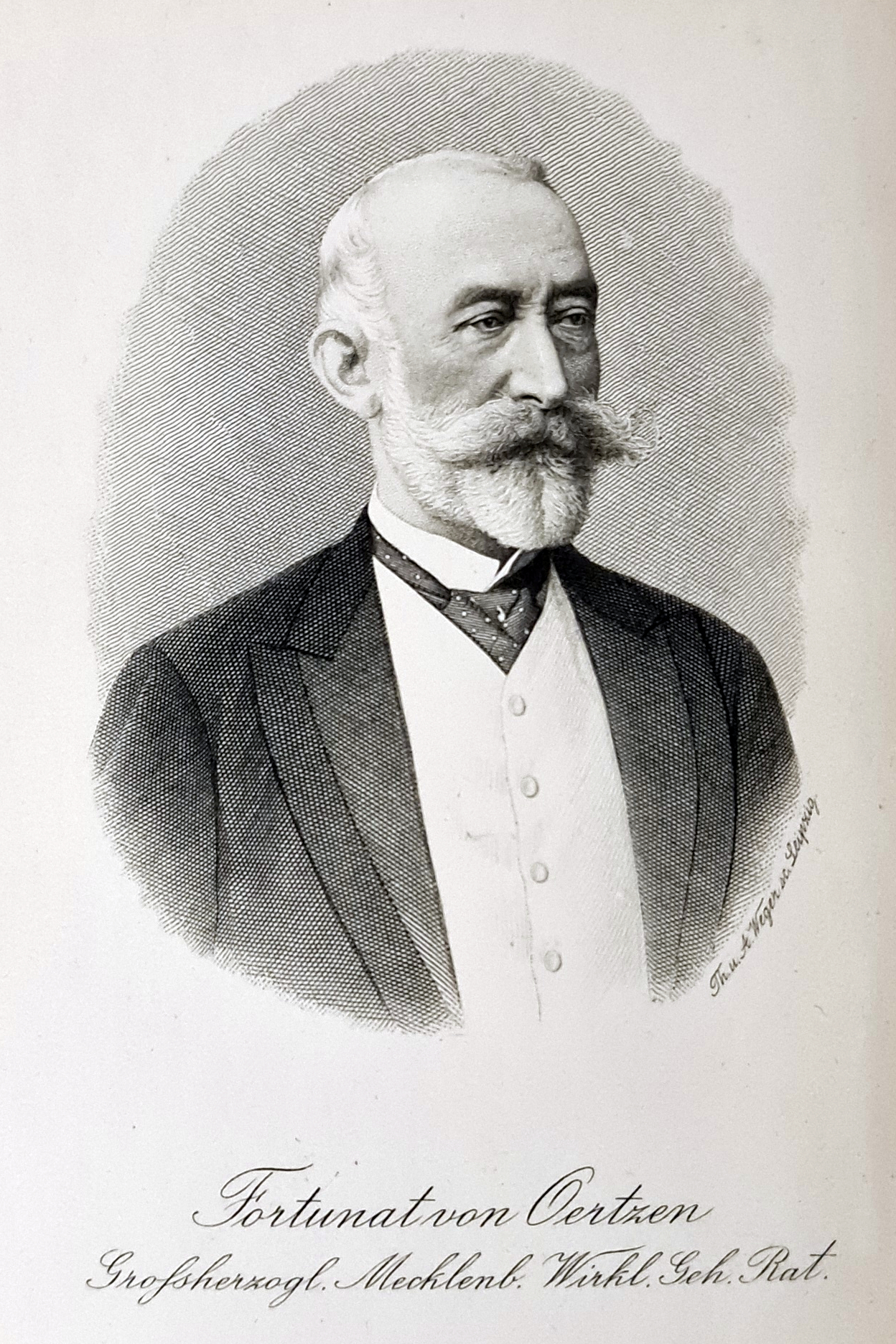
Fortunat von Oertzen

Fortunat von Oertzen, vollständig Ludwig Heinrich Fortunatus Friedrich von Oertzen (* 18. Januar 1842 in Roggow, heute Ortsteil von Rerik; † 29. Oktober 1922 ebenda) war ein deutscher Gutsbesitzer, Verwaltungsjurist und Diplomat.

## Leben

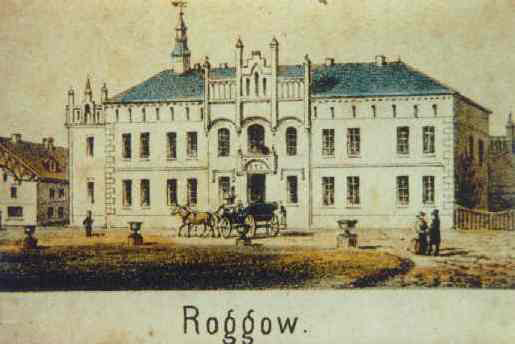
Herrenhaus Roggow, historische Ansicht (um 1858)

Fortunat von Oertzen war das siebte von zehn Kindern des früh verstorbenen Wilhelm Dethlof von Oertzen (1806–1849) auf Roggow und dessen Frau Eleonore, geb. von Klitzing (1811–1889). Helmuth Friedrich (1833–1909), der Roggow erbte, und Anton von Oertzen waren seine älteren Brüder. Fortunat besuchte das Gymnasium in Eutin von Ostern 1856 bis zum Abitur Michaelis 1861 und studierte Rechtswissenschaften, zunächst an der Universität Heidelberg, ab 1864 an der Universität Rostock. In Heidelberg wurde er 1862 im Corps Saxo-Borussia aktiv. Nach seinem Examen trat von Oertzen in den Verwaltungsdienst von Mecklenburg-Schwerin ein. 1870/71 nahm er als Leutnant im 2. Pommerschen Ulanen-Regiment am Deutsch-Französischen Krieg teil. Danach war er als Ministerialrat in Schwerin tätig.
Von 1889 bis 1905 war er als Nachfolger von Max von Prollius Außerordentlicher Gesandter und Bevollmächtigter Minister für beide Mecklenburg am Königlich Preußischen Hof in Berlin und gleichzeitig mecklenburgischer Bevollmächtigter beim Bundesrat. 1903 vertrat er Mecklenburg-Schwerin beim Abschluss des Vertrags mit Schweden, der den Malmöer Pfandvertrag von 1803 abwickelte und mit dem Wismar mit der Insel Poel und dem Amt Neukloster nach einer entsprechenden Verzichtserklärung Schwedens auf bestehende weitergehende vertragliche Rechte wieder mecklenburgisch wurde. Im September 1903 nahm Großherzog Friedrich Franz IV. zu Mecklenburg mit großen Feierlichkeiten in Wismar die Stadt wieder für Mecklenburg ein. Die Stadt verlieh Fortunat von Oertzen ihre Ehrenbürgerschaft.
1905 kehrte er nach Schwerin zurück. Sein Nachfolger in Berlin wurde Joachim von Brandenstein. Der Großherzog ernannte von Oertzen 1906 als Nachfolger von Gottlieb von Both zum Chef der Verwaltungsbehörde des Großherzoglichen Haushalts mit dem Titel Wirklicher Geheimer Rat. Diese Stellung hatte er bis zum Ende der großherzoglichen Hofhaltung 1918 inne. Nach dem Tod seines Bruders, des Landrats Helmuth Friedrich von Oertzen 1909, erbte er Roggow.

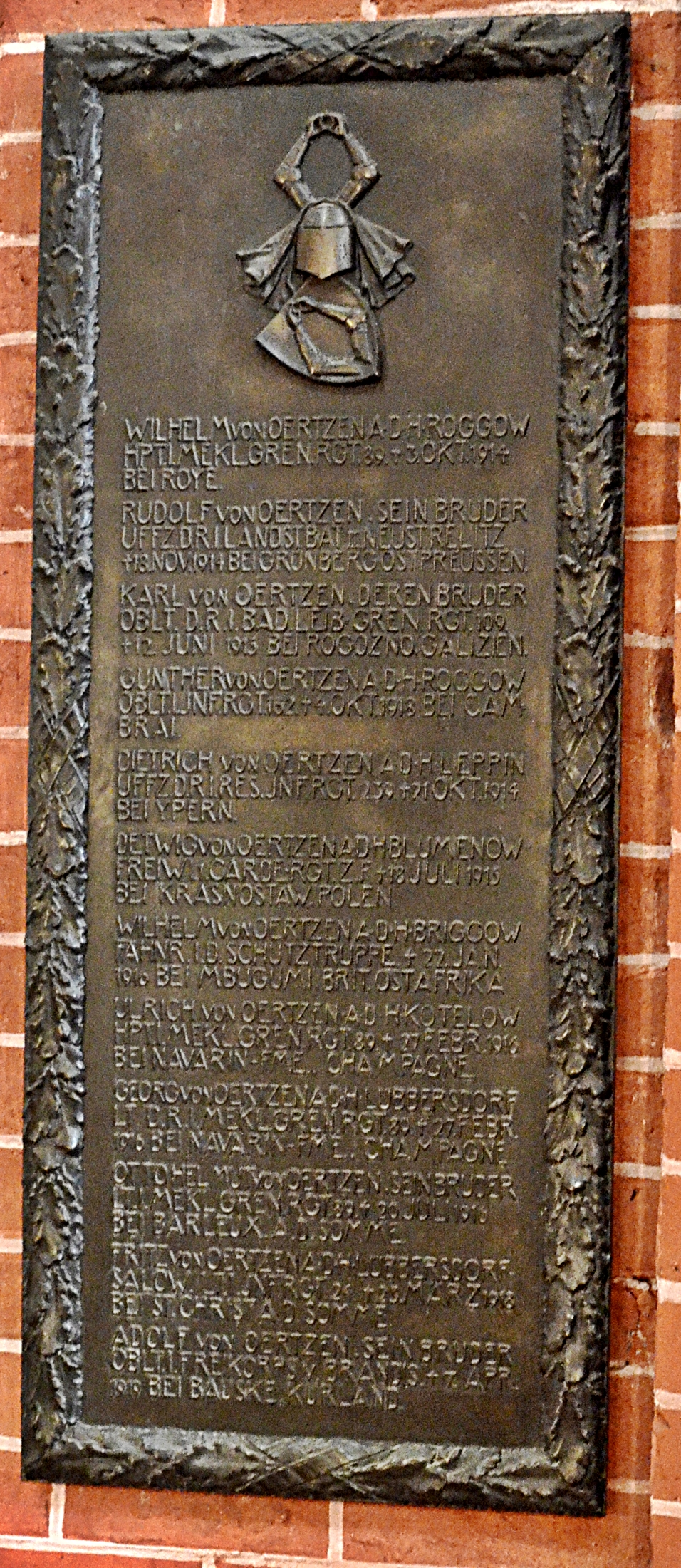
Gedenktafel im Doberaner Münster

Von Oertzen engagierte sich im Familienverband, verfasste 1899 ein Genealogisches Taschenbuch der Familie und sorgte 1919 für die Anbringung einer Gedenktafel für die zwölf im Ersten Weltkrieg gefallenen Angehörigen des Geschlechts im Doberaner Münster.
Seit 1874 war er verheiratet mit Adele Luise geb. Gräfin von Bassewitz aus dem Haus Bristow (1847–1910), der älteren Schwester von Carl von Bassewitz-Levetzow. Zu den fünf Kindern des Paares zählten Wilhelm von Oertzen (1883–1945), der Roggow erbte, sowie Detlof von Oertzen. Bernhard von Bassewitz-Levetzow sowie Carl von Bassewitz-Levetzow waren seine Schwäger.

## Auszeichnungen
- Ehrenbürger von Wismar (1903)
- Hausorden der Wendischen Krone, Großkreuz mit der Krone in Gold[6]
  - damit verbunden: Prädikat Exzellenz
- Gedächtnismedaille für Großherzog Friedrich Franz III.
- Roter Adlerorden, 1. Klasse, in Brillianten (1905)
- Königlicher Kronen-Orden (Preußen), 1. Klasse
- , Orden der Württembergischen Krone, Großkreuz
- Friedrichs-Orden, Großkreuz
- Orden vom Zähringer Löwen, Großkreuz
- Oldenburgischer Haus- und Verdienstorden des Herzogs Peter Friedrich Ludwig, Großkreuz
- Verdienstorden Philipps des Großmütigen, Großkreuz
- Orden Heinrichs des Löwen, Großkreuz
- Ehrenkreuz (Reuß), 1. Klasse
- Dannebrogorden, Großkreuz
- Nordsternorden, Großkreuz
- Rote Kreuz-Medaille (Preußen), 2. und 3. Klasse
- Kriegsdenkmünze für die Feldzüge 1870–71 (Deutsches Reich)

## Werke
- Taschenbuch des Geschlechts von Oertzen. Julius Sittenfeld, Berlin 1899. Digitalisat der 1. Auflage, Universitätsbibliothek Greifswald, 5. Auflage 1920.